# Tamara Anna Cislowska
Tamara Anna Cislowska (1977) è una pianista e musicista australiana Si è esibita nella maggior parte del mondo, compresi gli Stati Uniti, Regno Unito, Italia, Giappone, Germania, Colombia, Grecia, Paesi Bassi e Polonia, e ha suonato con la Philharmonia, la London Philharmonic Orchestra e l'orchestra Filarmonica rumena, oltre che con tutte e sei le grandi orchestre sinfoniche australiane..

## Giovinezza e adolescenza
Cislowska ha appreso i primi rudimenti del pianoforte dalla madre, Neta Maugham, un'insegnante di pianoforte. Si è segnalata come bambina prodigio, dando il suo primo concerto pubblico all'età di due anni. Ha iniziato a registrare per la ABC all'età di tre anni. Sua madre poi la mandò da un'altra insegnante, Nancy Salas, perché sentiva che sua figlia stava copiando, troppo bene, idiosincrasie i suoi studenti. Nel 1991, all'età di 14 anni, ha vinto l'ABC Symphony Australia Young Performers Awards, il più prestigioso premio australiano di musica classica, diventando la pianista più giovane a vincerlo.

## Carriera
Ha ricevuto numerosi premi e riconoscimenti per il suo lavoro ed è stato una grande vincitrice in diversi concorsi pianistici internazionali, tra cui il Rovere d'Oro, Maria Callas e National potenza mondiale. Il suo lavoro ha ricevuto tre nominationi per i premi Australian Recording Industry Association per la "Migliore uscita in classifica". 
Le registrazioni della Cislowska includono cinque album solisti per l'etichetta Artworks, tra cui The Enchanted Isle, The Persian Hours e The Russians. Ha contribuito ad album con la Sydney Symphony Orchestra, la New Zealand Symphony Orchestra e la London Philharmonic Orchestra. 
Si è esibita in recital presso la Purcell Room di Londra, la Concert Hall del Teatro dell'opera di Sydney, il Kleine Zaal Concertgebouw di Amsterdam, a New York presso la Frick Collection e la Carnegie Hall.

## Parentele di famiglia
Sua madre, Neta Maughan, è un'esperta insegnante di pianoforte. La cantante australiana di opera Eva Mylott (1875-1920), nonna di Mel Gibson, era imparentata  con la famiglia della Cislowska.